# Paratrechina fulva
Paratrechina fulva är en myrart som först beskrevs av Mayr 1862.  Paratrechina fulva ingår i släktet Paratrechina och familjen myror.

## Underarter
Arten delas in i följande underarter:
- P. f. biolleyi
- P. f. cubana
- P. f. fulva
- P. f. fumata
- P. f. fumatipennis
- P. f. incisa
- P. f. longiscapa
- P. f. nesiotis

## Bildgalleri

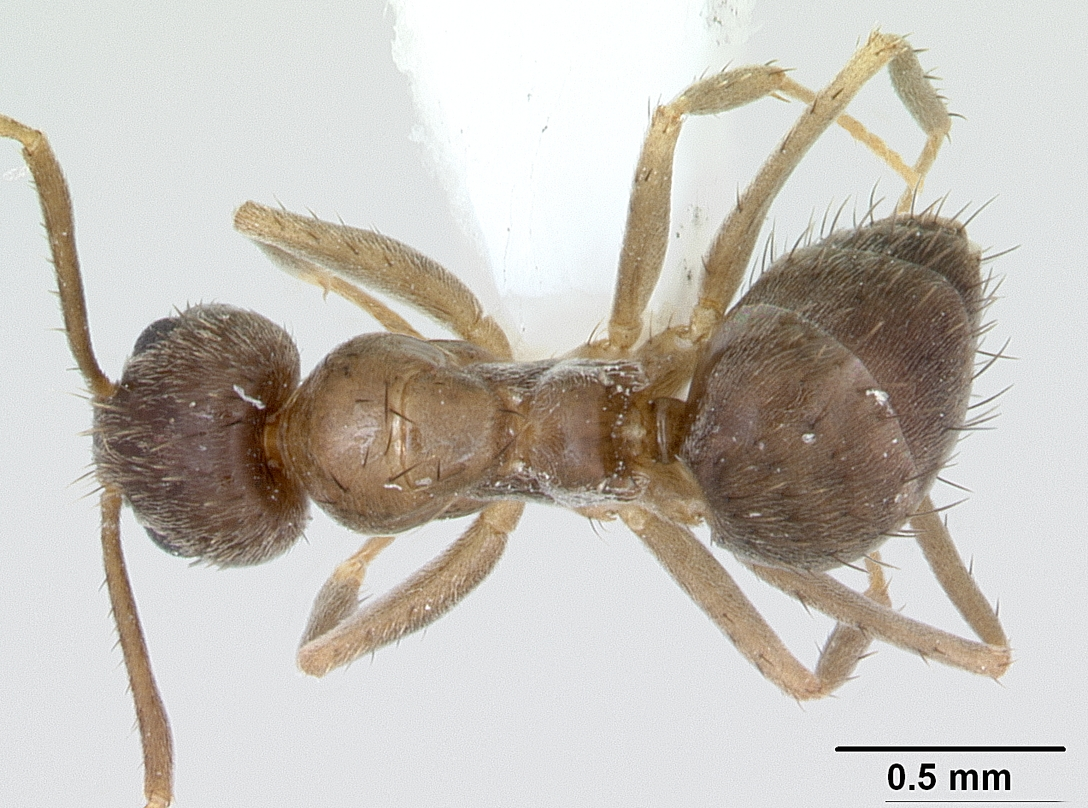
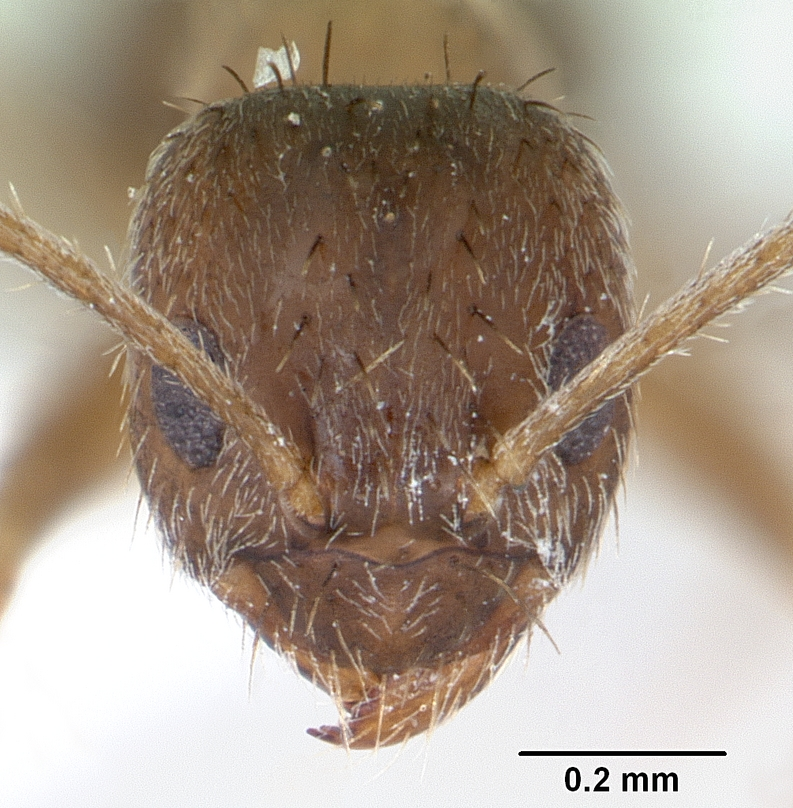
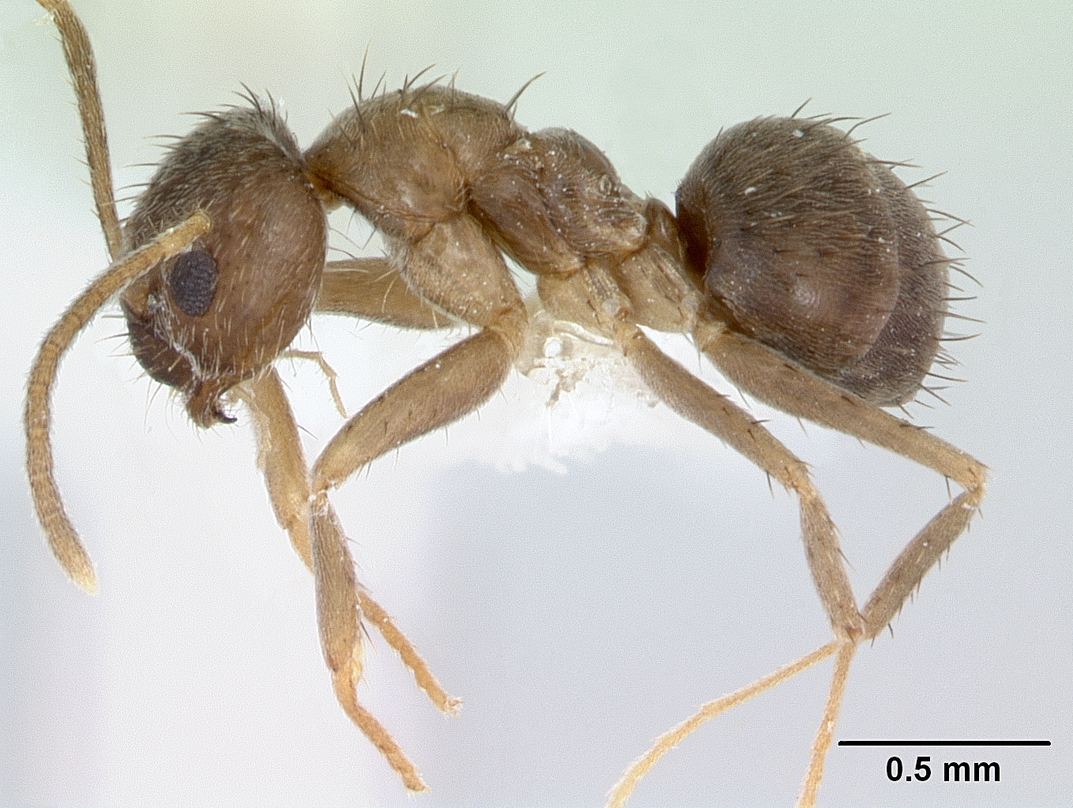
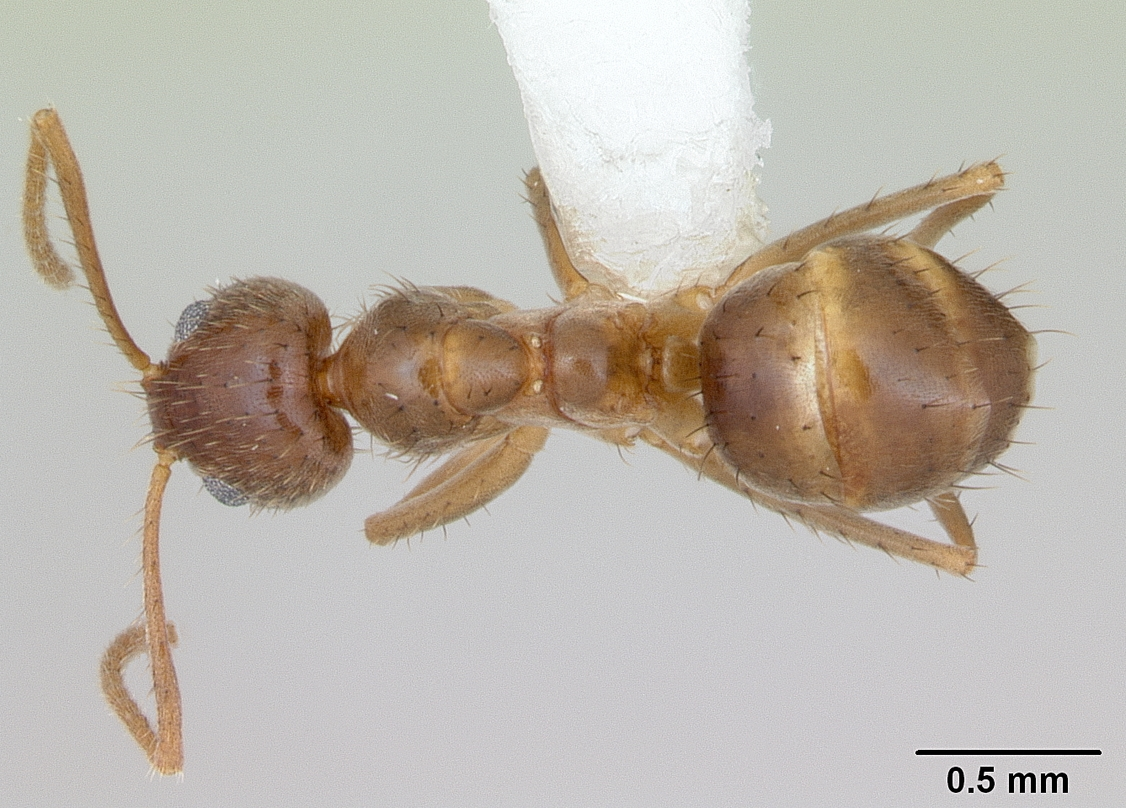
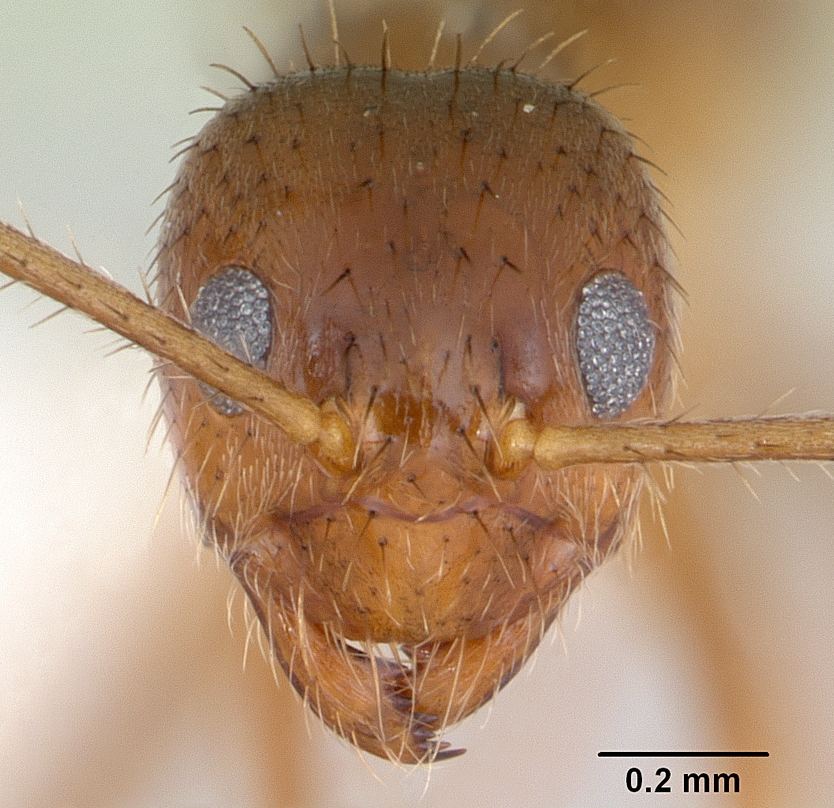
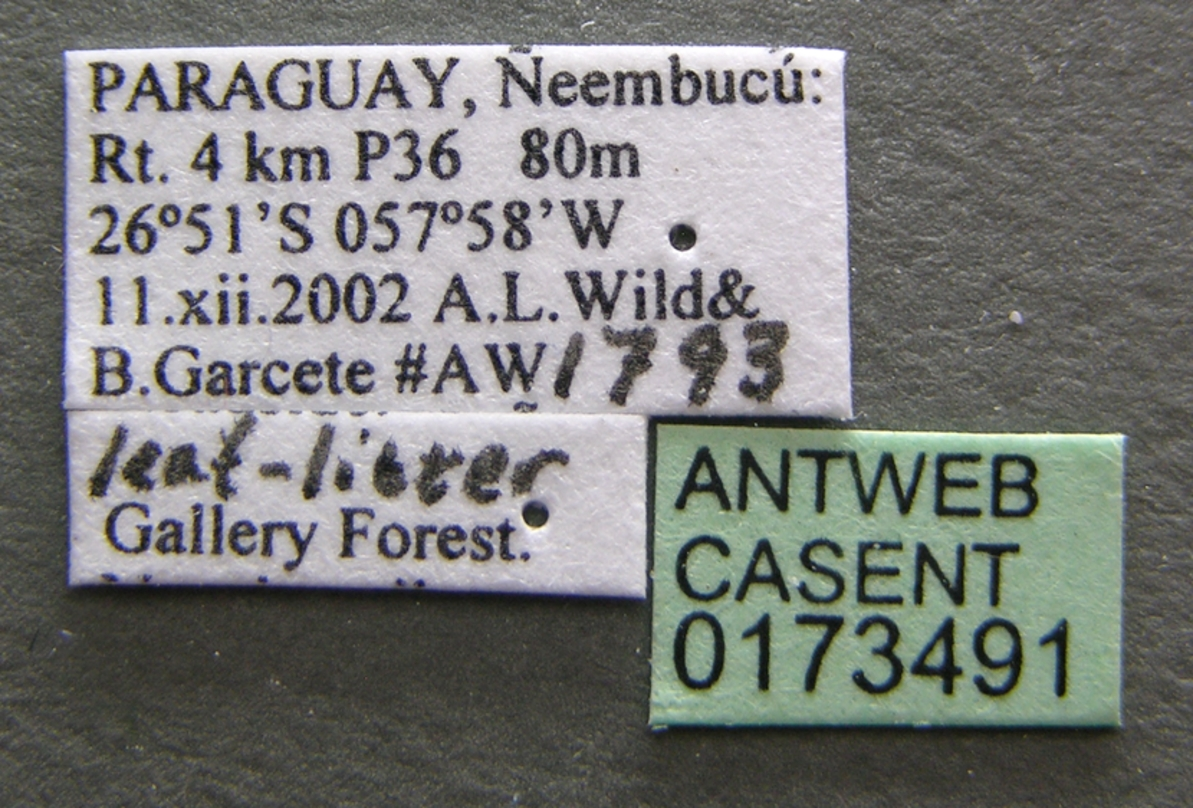